# Hierofant
Hierofant (från grekiskans ἱεροφάντης, hierophaʹntēs, helig, visa sig, utställare av heliga ting) var en person i antikens Grekland som var överhuvud för den eleusinska kulten. 
Hierofantens främsta uppgift var att sjunga sånger fyllda med symbolism anknutna till mystiken omgärdande kulten. Vid ceremoniernas öppnande utropade denne att alla orena skulle hålla sig borta och hade också mandatet att föra bort dem med kraft. Hierofanten var i regel en äldre celibatär man med en kraftfull röst som valts ut av prästerskapet. Vid tillträdandet kastade hierofanten symboliskt bort sitt tilltalsnamn i havet för att sedan efter det endast kallas hierofant. Under ritualerna bar hierofanten ett pannband samt en lila klädnad.